# Mannikatti, Bagalkot
Mannikatti là một làng thuộc tehsil Bagalkot, huyện Bagalkot, bang Karnataka, Ấn Độ.